# میرکو ارامو
میرکو ارامو (انگلیسی: Mirko Eramo؛ زادهٔ ۱۲ ژوئیهٔ ۱۹۸۹) بازیکن فوتبال اهل ایتالیا است.
از باشگاه‌هایی که در آن بازی کرده‌است می‌توان به باشگاه فوتبال تراپانی، باشگاه فوتبال پیاچنزا، باشگاه فوتبال باری، باشگاه فوتبال مونتسا، باشگاه فوتبال سمپدوریا، باشگاه فوتبال کروتونه، باشگاه فوتبال امپولی، و باشگاه فوتبال ترنانا اشاره کرد.
وی همچنین در تیم‌های ملی فوتبال Italy under-21 Serie B representative team بازی کرده‌است.